# Plum Grove
Plum Grove is een plaats (city) in de Amerikaanse staat Texas, en valt bestuurlijk gezien onder Liberty County.

## Demografie
Bij de volkstelling in 2000 werd het aantal inwoners vastgesteld op 930.
In 2006 is het aantal inwoners door het United States Census Bureau geschat op 997, een stijging van 67 (7,2%).

## Geografie
Volgens het United States Census Bureau beslaat de plaats een oppervlakte van
18,9 km², geheel bestaande uit land.

## Plaatsen in de nabije omgeving
De onderstaande figuur toont nabijgelegen plaatsen in een straal van 16 km rond Plum Grove.